# John McDonald (homme politique, Victoria)
Pour les articles homonymes, voir John Macdonald et MacDonald.
Sir John Gladstone Black McDonald (6 décembre 1898 - 23 avril 1977), est un homme politique membre du Country Party australien qui fut le 39e premier ministre du Victoria du 27 juin 1950 au 17 décembre 1952 à l'exception de quelques jours en octobre 1952. 